# Arthroleptella drewesii
Arthroleptella drewesii е вид жаба от семейство Pyxicephalidae. Видът е почти застрашен от изчезване.

## Разпространение
Разпространен е в Южна Африка (Западен Кейп).